# Thiago Ferreira dos Santos
Thiago Ferreira dos Santos, meglio noto come Thiago (Linhares, 12 luglio 1987), è un ex calciatore brasiliano, di ruolo attaccante.

## Palmarès

### Club

#### Competizioni nazionali
- Campionato cipriota: 1

Omonia: 2020-2021
- Coppa di Cipro: 1

Omonia: 2021-2022